# Lill-Jansskogen

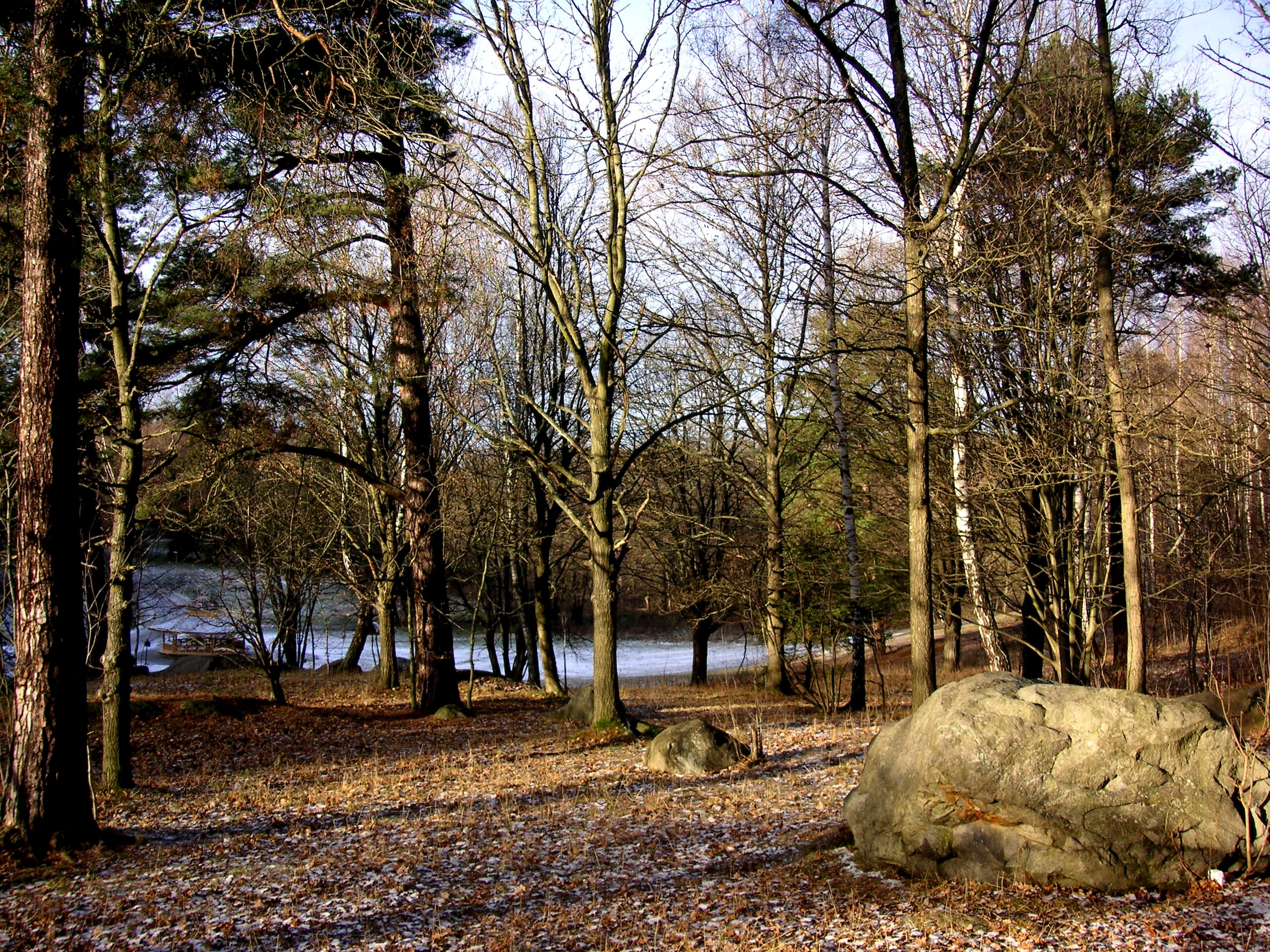
Lill-Jansskogen i november 2007.

Lill-Jansskogen är ett naturområde i stadsdelen Norra Djurgården i Stockholm. Där finns flera joggingspår, bland annat ett elljusspår som är tre kilometer långt. Området är en del av Kungliga nationalstadsparken. Genom skogen passerar Uggleviksvägen.

## Historia

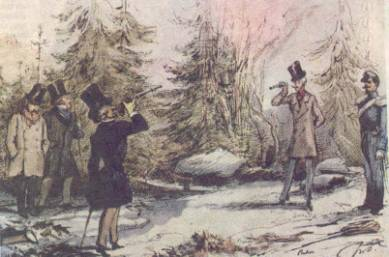
En duell i Lill-Jansskogen 1857 mellan Portugals ambassadör Soto Maior och den engelska diplomaten Baker. Teckning av Fritz von Dardel

Området hade ursprungligen sin utsträckning mellan Valhallavägen och Uggleviken. Idag begränsas den i öst av Fiskartorpsvägen och Stadion, i söder av Sophiahemmet och Tekniska högskolan, i väst av Drottning Kristinas väg samt i norr av Värtabanan och Uggleviken. Största omfattning är på cirka 1400x800 meter. Högsta höjd är Kattrumpsbacken, 37 meter över havet.
Namnet "Lill-Jansskogen" hade under lång tid inte varit officiellt, men ändå ofta använts. Namnet återfinns till exempel i Astrid Lindgrens berättelse om Nils Karlsson Pyssling. Den 23 september 2009 beslutade kommunstyrelsen att föreslå kommunfullmäktige att området skulle få den officiella benämningen "Lill-Jansskogen". Kommunfullmäktige beslutade den 19 oktober 2009 enligt kommunstyrelsens förslag och fastställde därmed den officiella beteckningen.
Efter öppnandet av Norra länken hösten 2014 stängdes Björnnäsvägen genom parken av för trafik. Tidigare hade cirka 16 000 fordon per dygn passerat genom parken.

## Johan (Jan) Persson
Lill-Jansskogen har fått sitt namn efter en småväxt hovjägare som hette Johan (Jan) Persson. Han levde i slutet av 1600-talet och för att dryga ut sin inkomst öppnade Lill-Jan Persson en krog i sin vaktbostad, ungefär vid nuvarande Lill-Jans plan. Krogen blev snart mycket populär och att gå till "Lill-Jans" blev ett begrepp. Redan 1731 har namnet Lill-Jan dykt upp på Petrus Tillaeus Stockholmskarta. Krogen Lill-Jans fanns kvar långt in på 1800-talet. Platsen omnämns även i August Strindbergs debutroman Röda rummet från 1879.

## Ugglevikreservoaren
Efter en liten promenadsträcka i Lill-Jansskogen skymtar en enorm betongbyggnad genom träden på Kattrumpsbackens topp. Det är Uggleviksreservoaren på 64 höga betongpelare. I mitten av byggnaden finns ett kvadratiskt, lanterninkrönt trapphustorn som leder upp till den oisolerade vattenbehållaren. Anläggningen är i bruk än idag; det är en av Stockholm Vattens större reservoarer. Denna vattenreservoar är från 1935 och är ritad av den funktionalistiska arkitekten Paul Hedqvist.
Beckfilmen Det tysta skriket har några scener inspelade längs med reservoarens kolonnrader.

## Ugglevikskällan
Mitt i Lill-Jansskogen finns den s.k. Ugglevikskällan. Källan är urgammal och Stockholmarna brukade vallfärda dit på trefaldighetsafton, första lördagen efter pingst, för att dricka av vattnet, vilket den natten ansågs vara kraftbringande. En gul brunnspaviljong med spånklätt tak påminner om källan, vars vatten var drickbart fram till 1970-talet.

## Bilder
Omgivningen

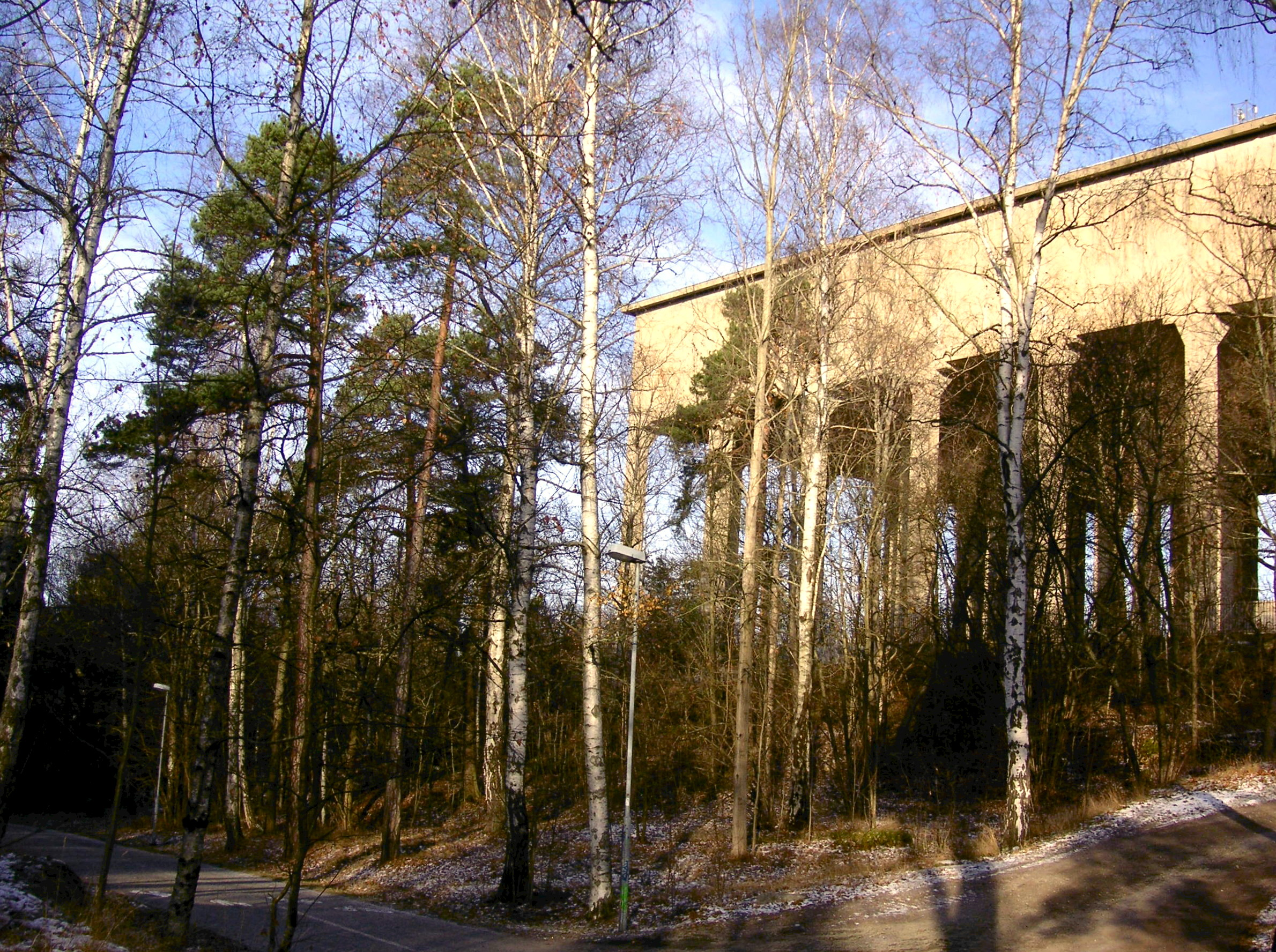
Uggleviksreservoaren
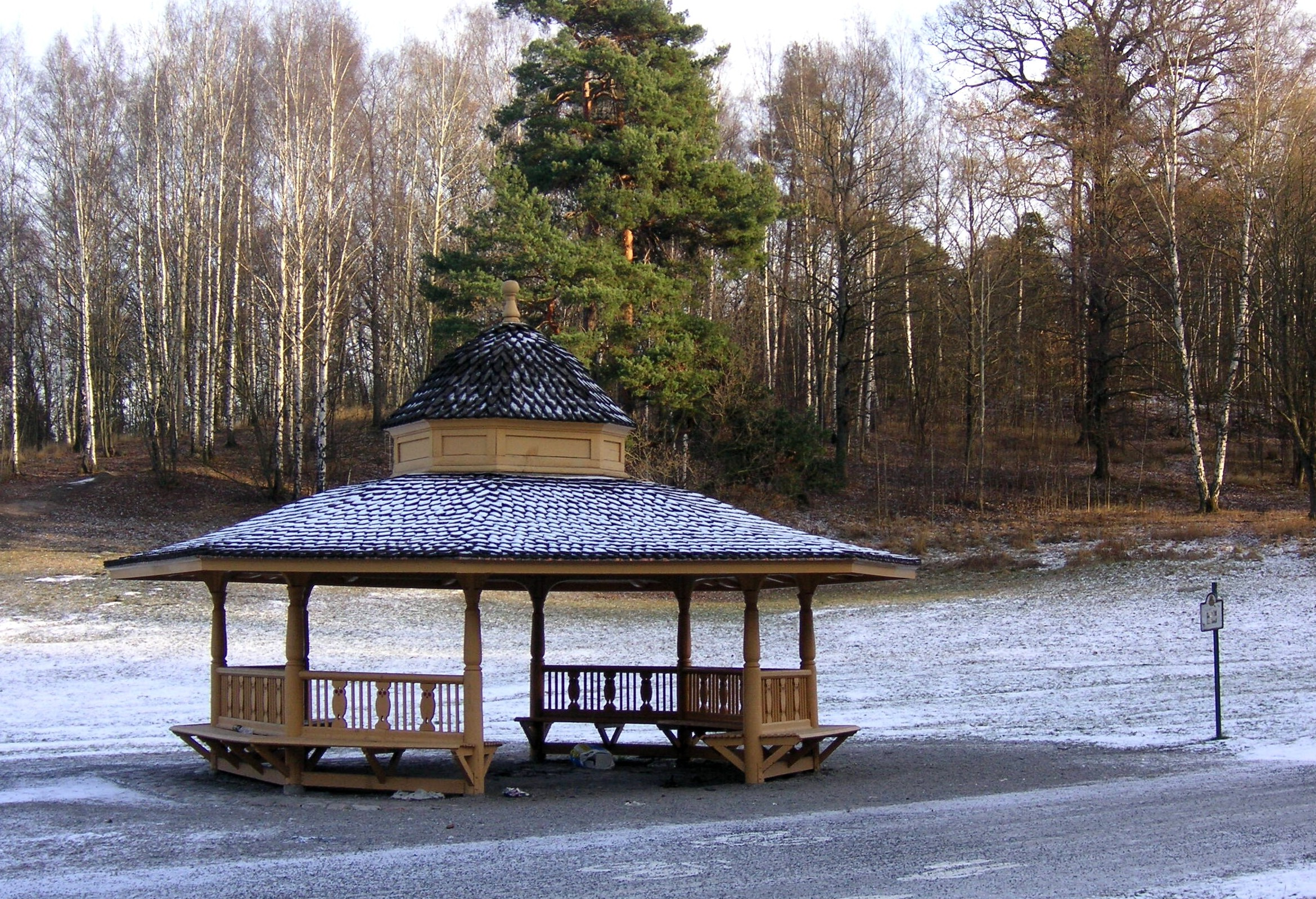
Ugglevikskällan
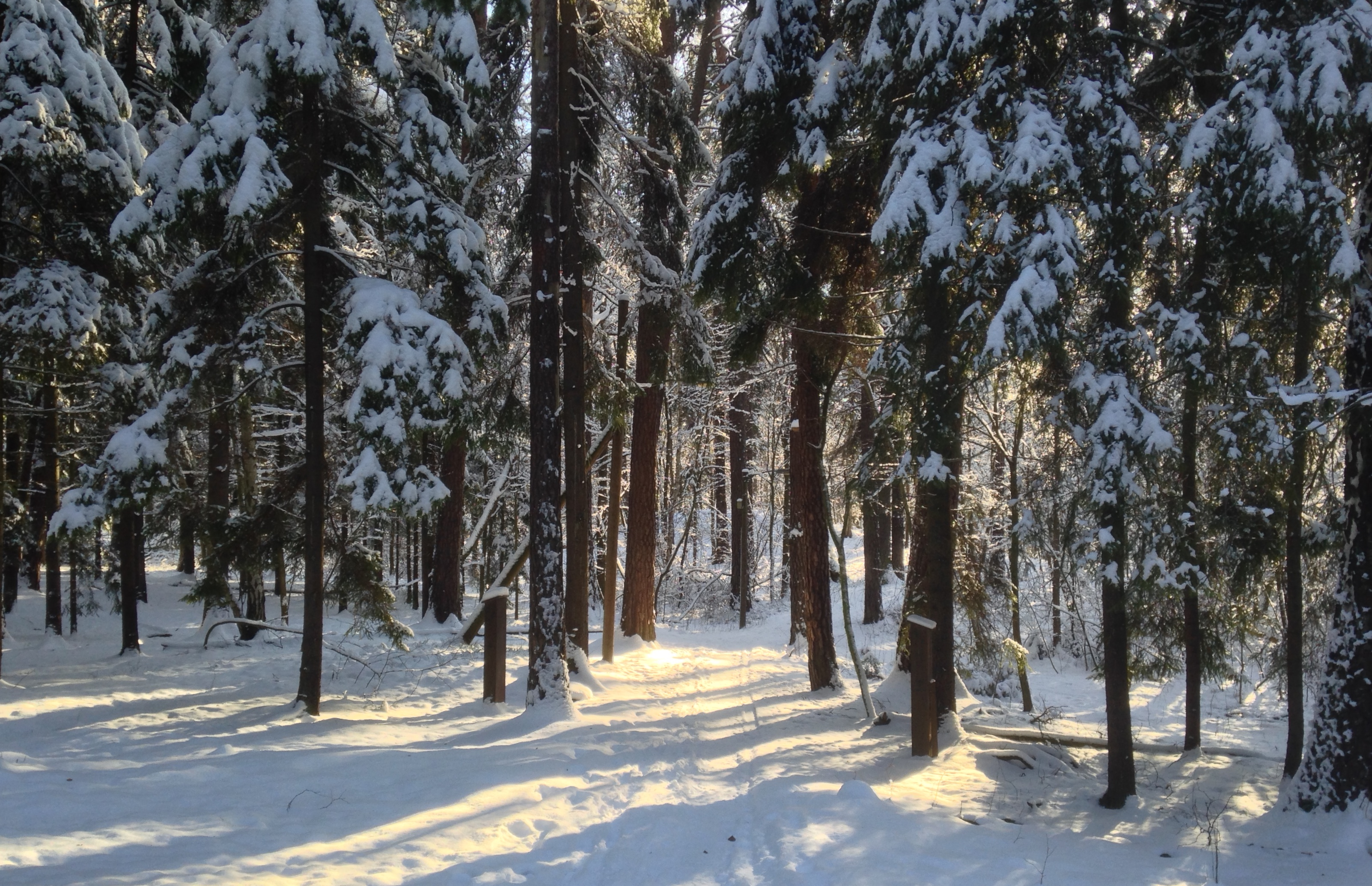
Lill-Jansskogen
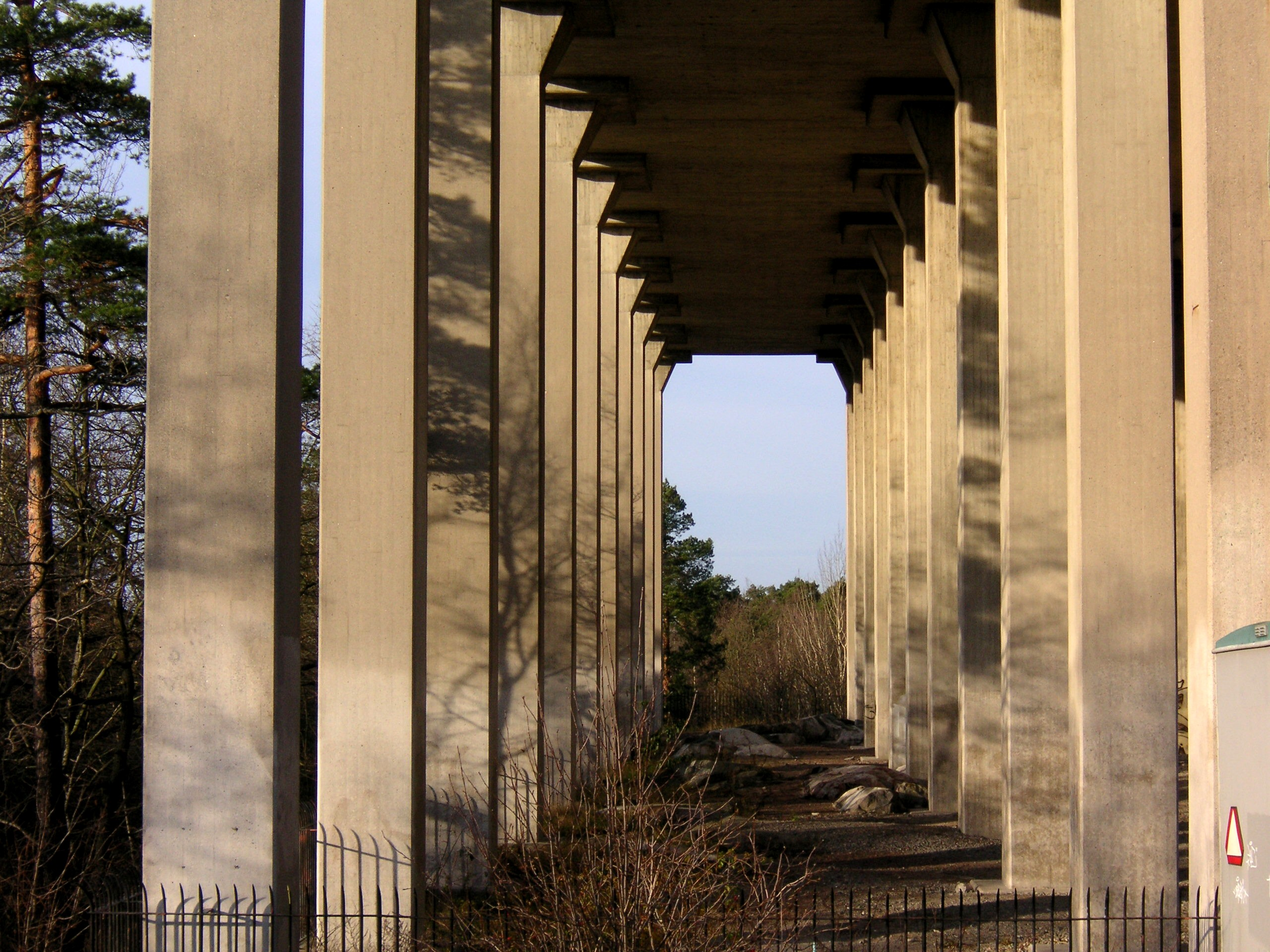
Uggleviksreservoaren

Faunan

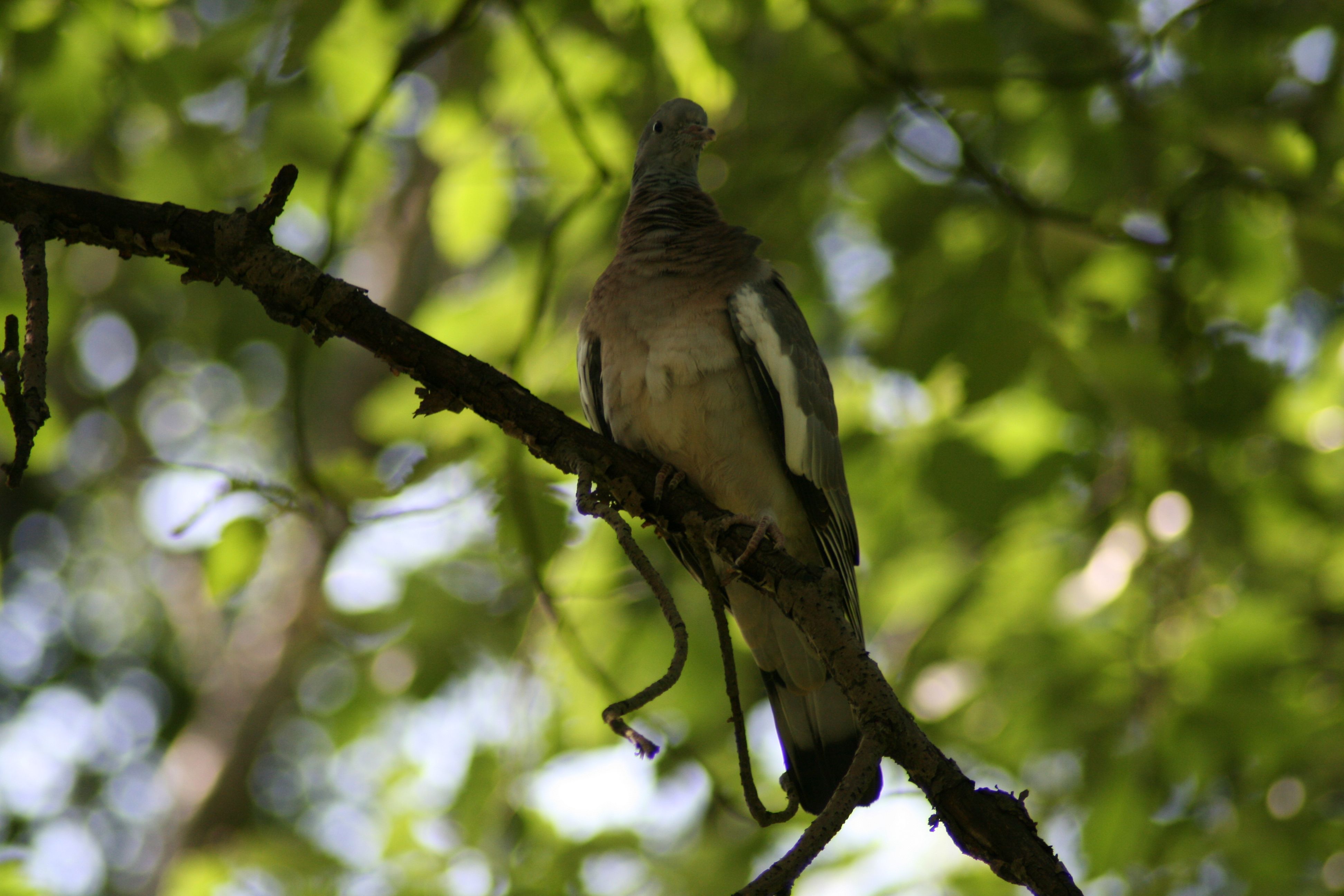
Ringduva
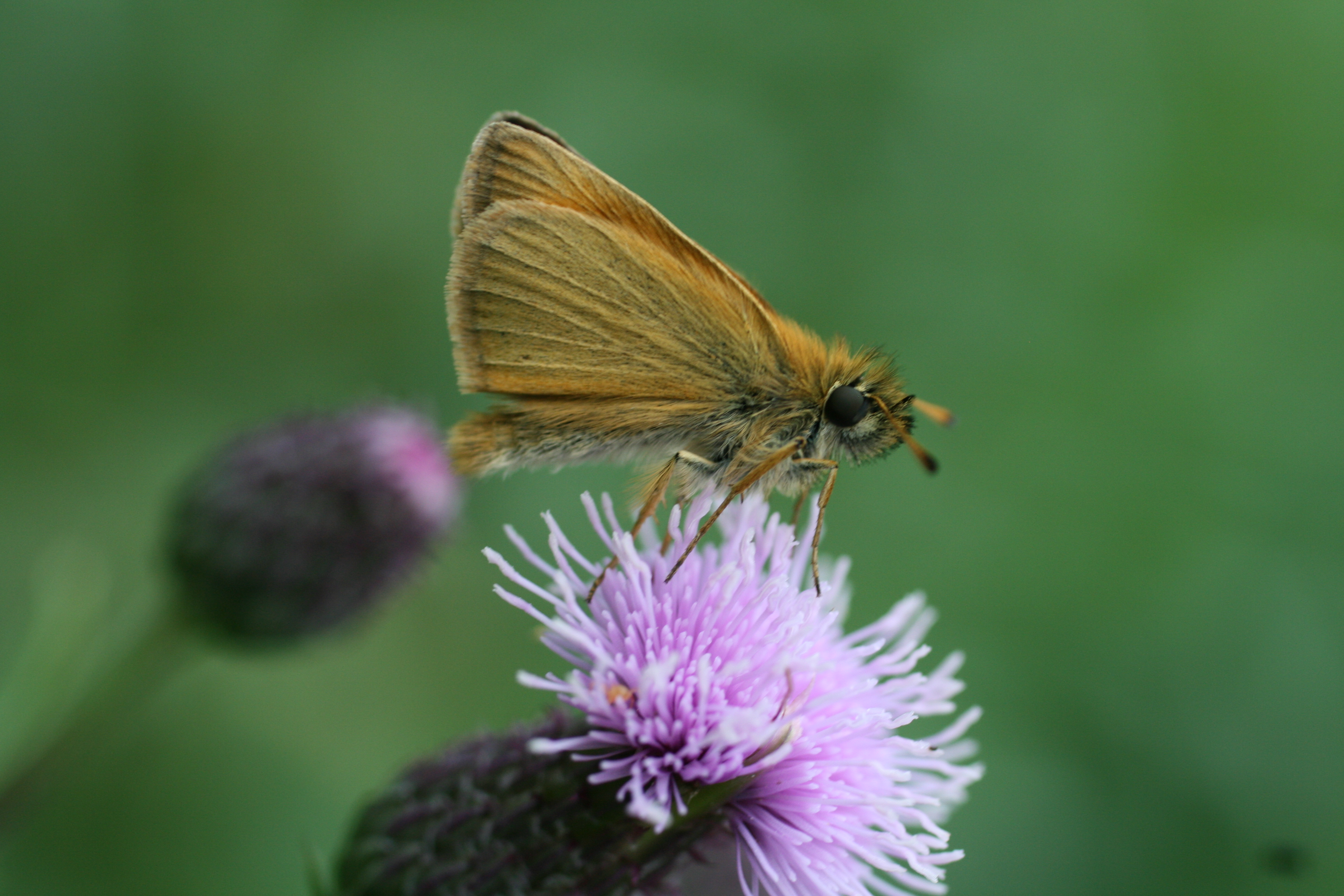
Mindre tåtelsmygare
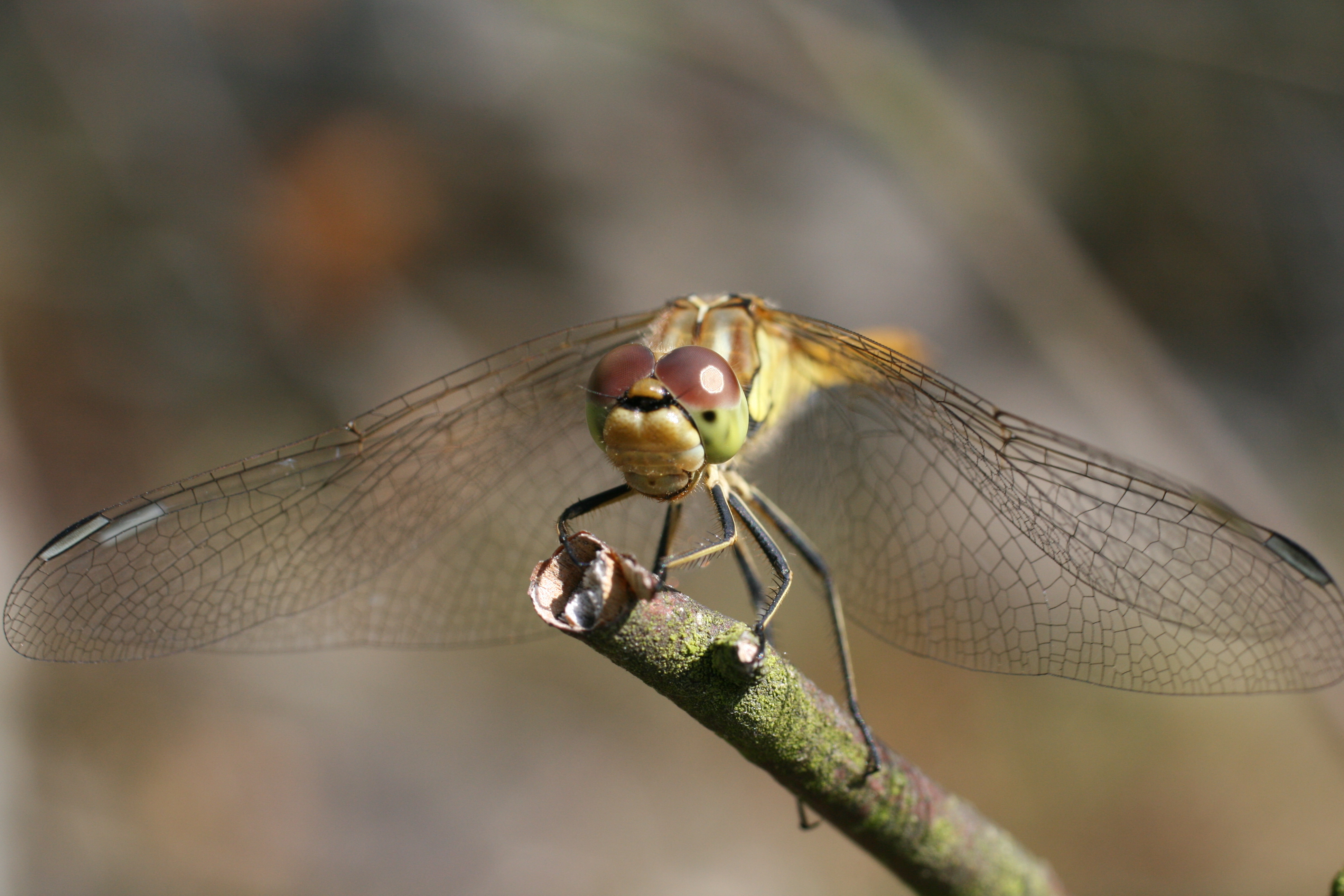
Tegelröd ängstrollslända
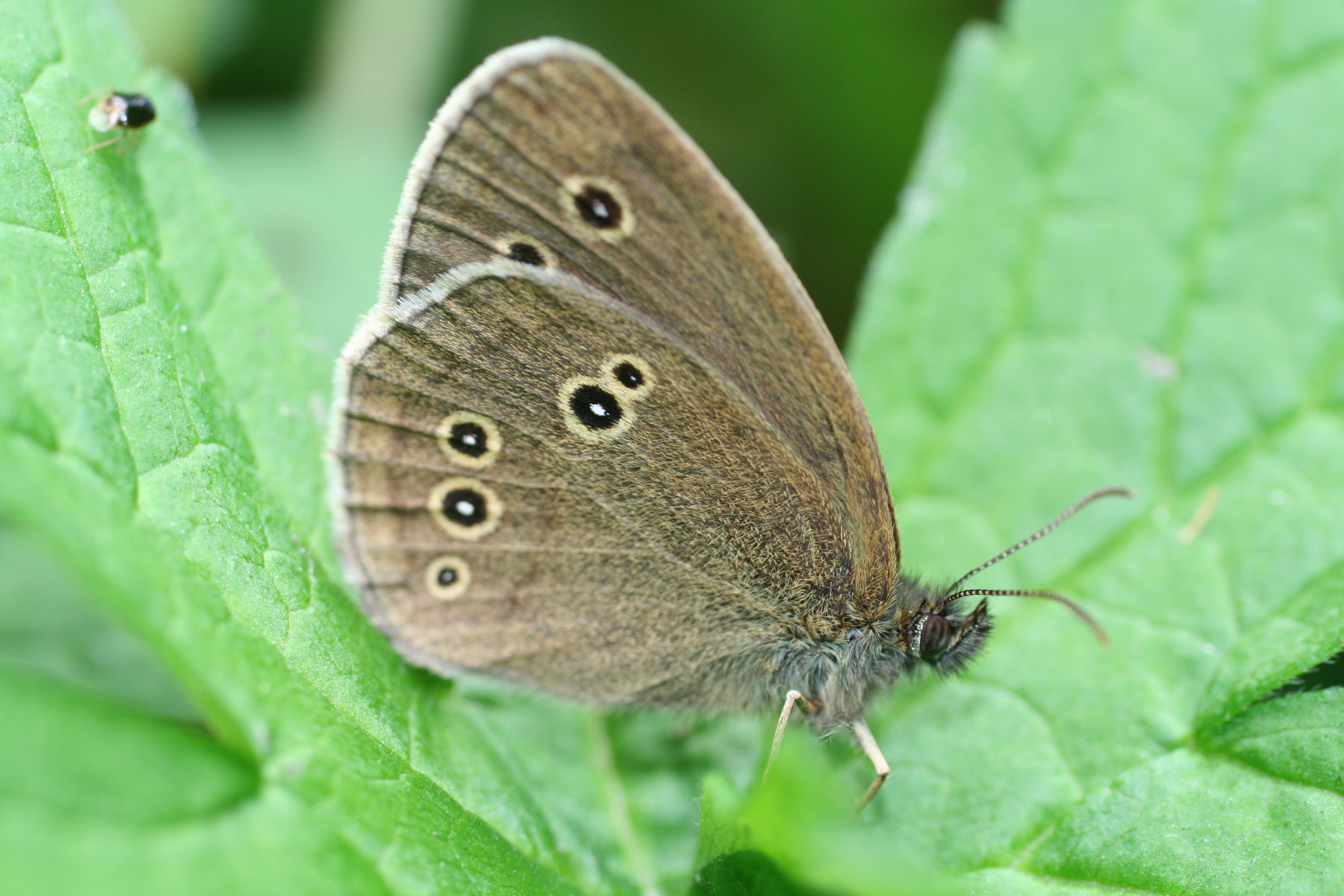
Luktgräsfjäril